# János Tornyai
János Tornyai (18. ledna 1869 Hódmezővásárhely – 20. září 1936 tamtéž) byl maďarský malíř.

## Život
Pocházel z chudé domkářské rodiny. Studoval na budapešťské malířské akademii u Bertalana Székelyho a Károlyho Lotze a v letech 1894 až 1896 pokračoval na Julianově akademii v Paříži, pak cestoval po Německu a Itálii. Na přelomu století se vrátil do rodného Hódmezővásárhely. Zajímal se o místní folklór, spolupracoval s etnografem Lajosem Kissem a s výtvarníkem Bélou Endrem založili školu tradičního hrnčířství. Pobyt v rodném městě mu však také přinesl existenční potíže a časté konflikty s vedením radnice.
V Tornayiově tvorbě hrají značnou roli sociální a vlastenecké motivy, jeho malířským vzorem byl Mihály Munkácsy, temné odstíny i tragické náměty prozrazují také vliv expresionismu. Jeho nejuznávanějším obrazem je Dědictví, realisticky znázorňující spor o majetek v chudé vesnické rodině. Spolu s Józsefem Kosztou patří k hlavním představitelům alföldské malířské školy, pro něž byla zdrojem inspirace krajina Velké dunajské nížiny. Oblíbil si vesnici Mártély, kde často pracoval v plenéru. Po první světové válce žil v Budapešti a Szentendre, intenzivně se podílel na uměleckém životě velkoměsta a vstoupil do výtvarné společnosti Munkácsyho cech. Tornyaiova pozdní tvorba je řazena k postnagybányskému stylu, vyznačuje se příklonem k lyrismu a výraznou barevností. Jeho dílo bylo oceněno zlatou medailí na Světové výstavě v Barceloně.
Od roku 1951 nese muzeum v Hódmezővásárhely Tornyaiovo jméno. Při rekonstrukci umělcova budapešťského ateliéru v listopadu 1984 bylo pod podlahou nalezeno 718 jeho obrazů, které již odborníci pokládali za ztracené.

## Galerie

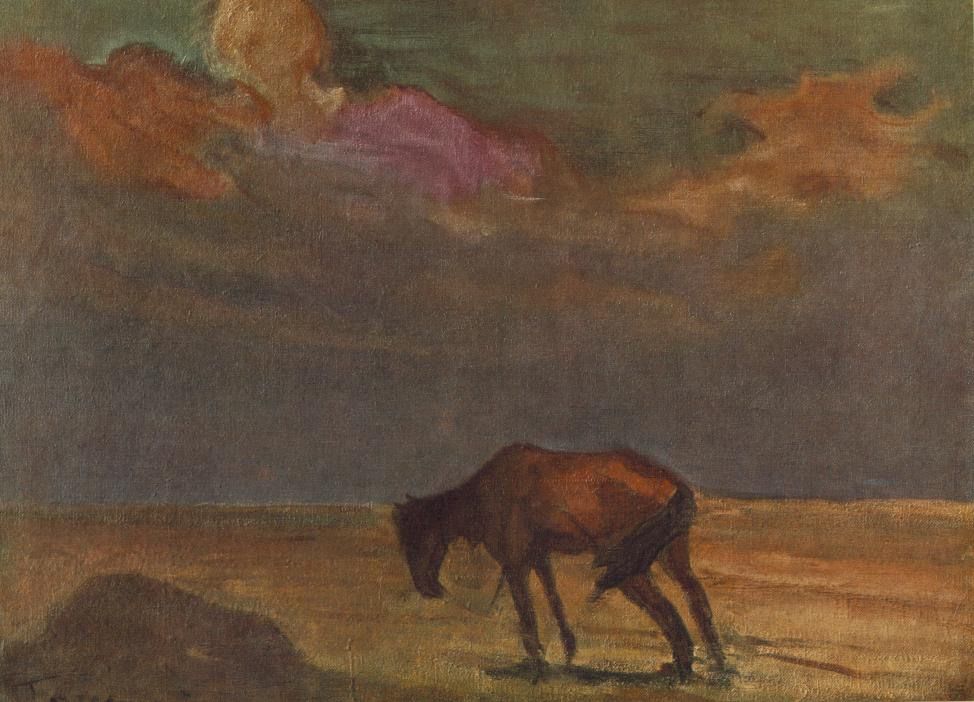
Ponurý maďarský osud (1908)
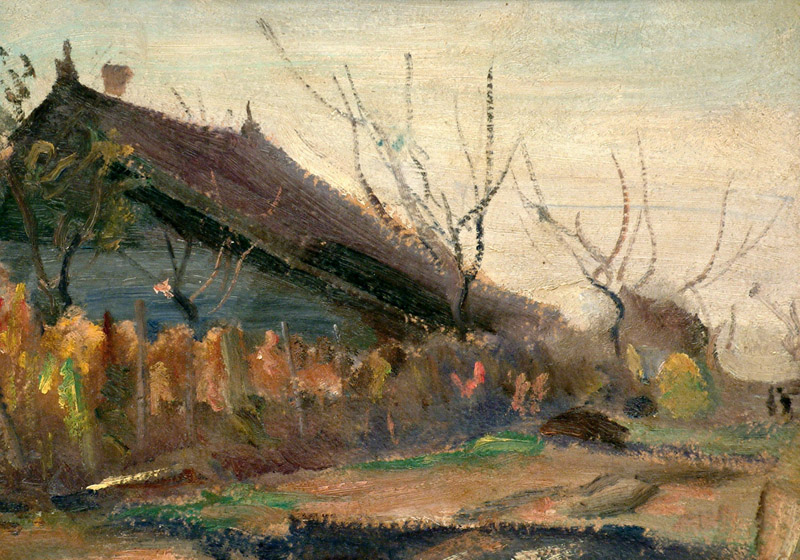
Pozdní podzim (1910)
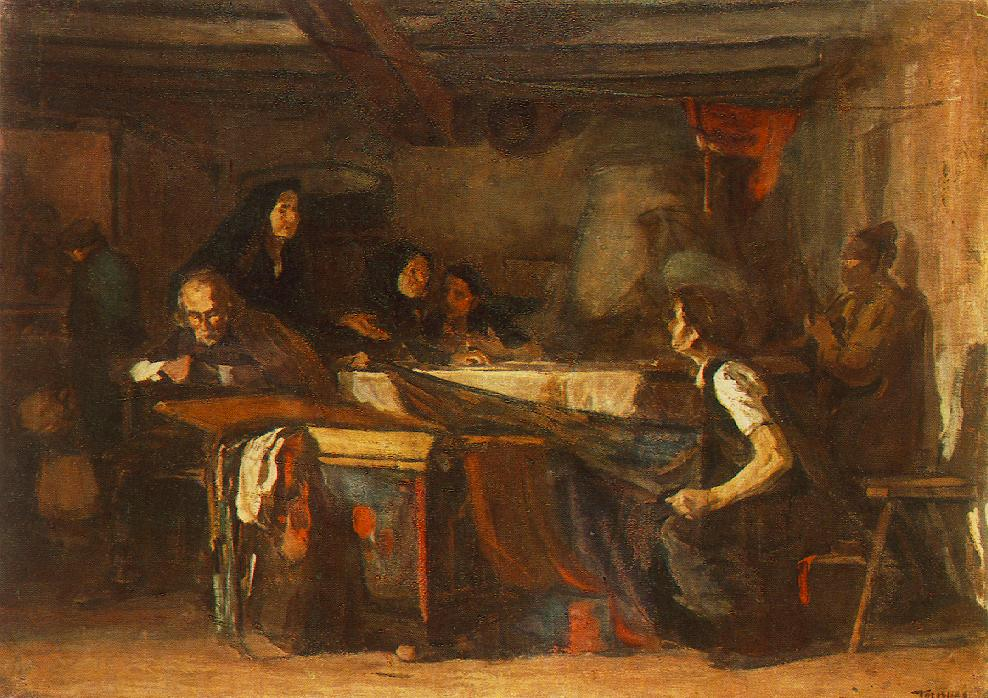
Dědictví (1920)
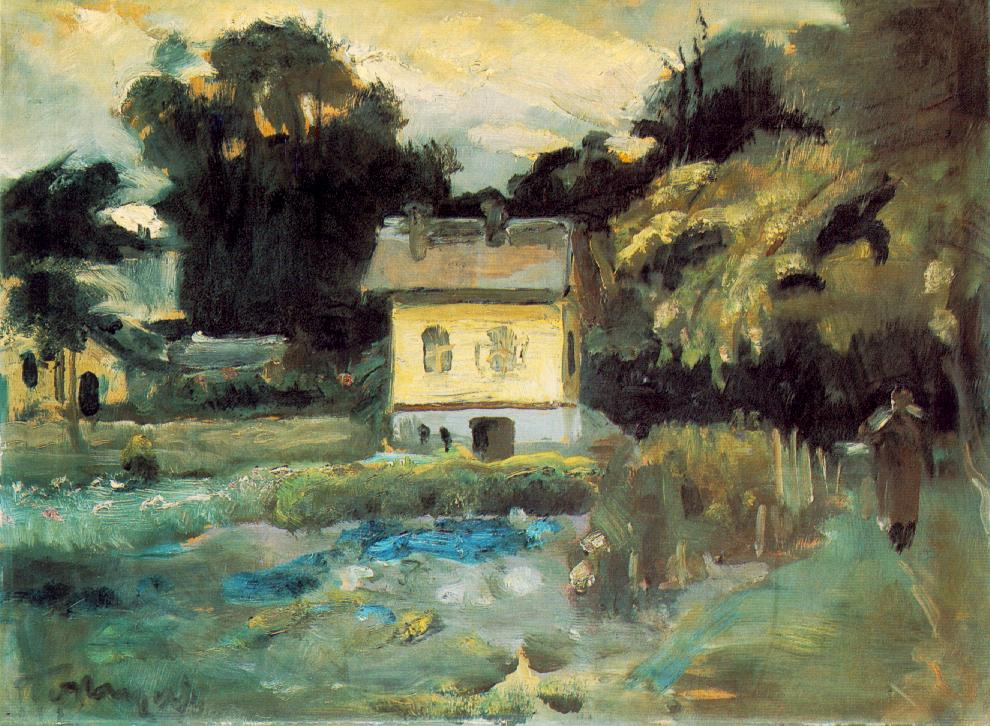
Pohled na Szentendre (1933)
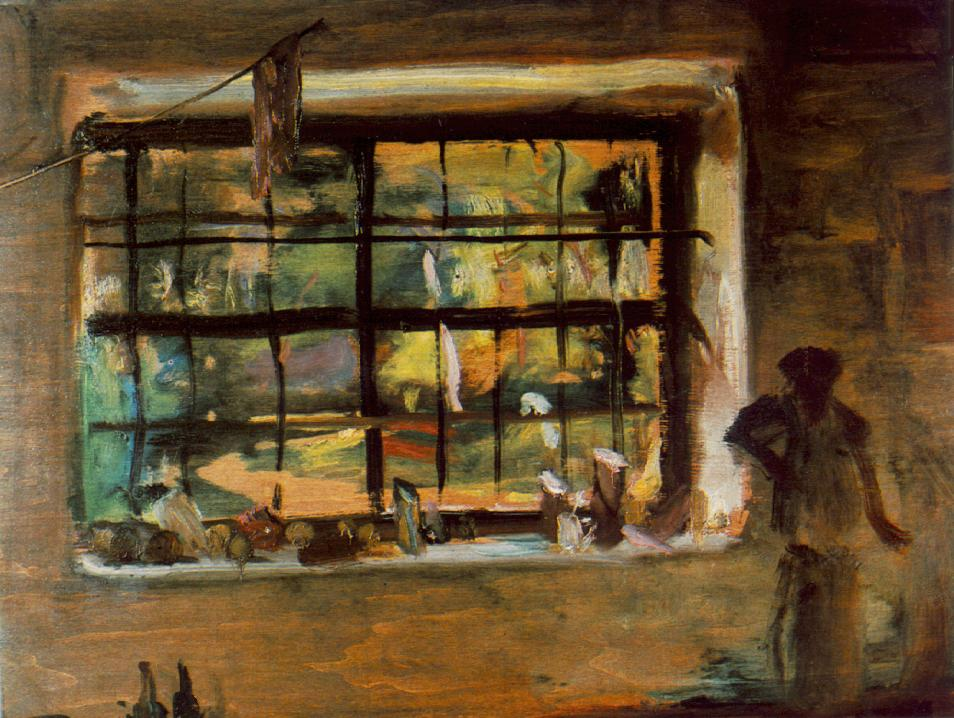
Okno ateliéru (1934)